# Again & Again
«Again & Again» es el primer sencillo grabado por la banda estadounidense de nu metal Taproot. La canción está incluida en el álbum debut de la banda, Gift publicado a través de un sello importante como Atlantic. El lado B del sencillo, «Day by Day», apareció en el álbum de la banda sonora de Drácula 2000.

## Descripción
Una versión demo de la canción aparece en el álbum Upon Us.
"Again & Again" significó un éxito menor para la banda, ingresando en las listas de música rock de EE. UU. y la lista de sencillos del Reino Unido.

## Videoclip
La canción muestra a la banda tocando la canción en un edificio, mientras que los aficionados ver el rendimiento en una pantalla de televisión.

## Lista de canciones
| Sencillo en CD (edición estadounidense) |                       |          |  |
| N.º                                     | Título                | Duración |  |
| 1.                                      | «Again & Again»       | 3:58     |  |
| 2.                                      | «Mirror's Reflection» | 3:11     |  |
| 3.                                      | «Dragged Down»        | 3:31     |  |

| Sencillo en CD (edición europea) |                                       |          |  |
| N.º                              | Título                                | Duración |  |
| 1.                               | «Again & Again» (Clean Album Version) | 3:58     |  |
| 2.                               | «Day by Day» (Non LP Bonus Track)     | 3:20     |  |
| 3.                               | «Smile» (Clean Album Version)         | 3:33     |  |

## Posicionamiento en listas
| Listas (2000-01)                        | Mejor posición |
| --------------------------------------- | -------------- |
| Escocia (Scottish Singles Sales Chart)  | 84             |
| Estados Unidos (Mainstream Rock Tracks) | 39             |
| Reino Unido (Official Charts Company)   | 95             |
| Reino Unido (UK Rock & Metal)           | 6              |